# 야나 아담코바
야나 아담코바(체코어: Jana Adámková, 1978년 1월 27일 ~ )는 체코의 전직 여자 축구 선수 및 현 축구 심판이다. 2018년부터 체코 축구 1부 리그의 심판을 맡고 있다.

## 심판 경력

### FIFA 여자 월드컵
2019년 FIFA 여자 월드컵
- 2019년 6월 9일:  아르헨티나 -  일본 (D조)

### FIFA 여자 월드컵 예선
2019년 FIFA 여자 월드컵 예선
- 2018년 11월 8일:  아르헨티나 -  파나마 (대륙 플레이오프 1차전)

### FIFA U-20 여자 월드컵
2016년 FIFA U-20 여자 월드컵
- 2016년 11월 14일:  멕시코 -  대한민국 (D조)
- 2016년 11월 24일:  일본 -  브라질 (8강전)
- 2016년 12월 3일:  조선민주주의인민공화국 -  프랑스 (결승전)

2018년 FIFA U-20 여자 월드컵
- 2018년 8월 5일:  뉴질랜드 -  네덜란드 (A조)
- 2018년 8월 9일:  아이티 -  중화인민공화국 (D조)

### FIFA U-17 여자 월드컵
2012년 FIFA U-17 여자 월드컵
- 2012년 9월 23일:  멕시코 -  뉴질랜드 (C조)
- 2012년 9월 30일:  중화인민공화국 -  가나 (D조)
- 2012년 10월 13일:  가나 -  독일 (3위 결정전)

2014년 FIFA U-17 여자 월드컵
- 2014년 3월 18일:  베네수엘라 -  잠비아 (A조)
- 2014년 3월 27일:  베네수엘라 -  캐나다 (8강전)
- 2014년 3월 31일:  이탈리아 -  스페인 (준결승전)

### UEFA 유럽 여자 축구 선수권 대회
UEFA 여자 유로 2017
- 2017년 7월 17일:  이탈리아 -  러시아 (B조)
- 2017년 7월 22일:  프랑스 -  오스트리아 (C조)
- 2017년 7월 27일:  스코틀랜드 -  스페인 (D조)

UEFA 여자 유로 2022
- 2022년 7월 9일:  포르투갈 -  스위스 (C조)
- 2022년 7월 18일:  아이슬란드 -  프랑스 (D조)